# Fulvio Cecere
Fulvio Cecere (Montréal, 11 maart 1960) is een Canadees acteur, filmproducent en filmregisseur.

## Biografie
Cecere werd geboren in Montréal bij Italiaanse ouders, en verhuisde in 1973 met zijn familie naar Hawthorne (New Jersey). Hij doorliep de highschool aan de Hawthorne High School aldaar, en haalde in 1978 zijn diploma. Hierna ging hij recht studeren aan de Southwestern University in Los Angeles, na een jaar besefte hij dat recht niets voor hem was en dat hij acteur wilde worden. Hij besloot toen om acteerlessen te gaan volgen aan de universiteit van Californië in Los Angeles.
Cecere begon in 1993 met acteren in de televisieserie Street Justice, waarna hij in nog meer dan 180 televisieseries en films speelde.

## Filmografie

### Films
Selectie:
- 2015 The Age of Adaline - als taxichauffeur
- 2014 Step Up All In - als oom
- 2010 Resident Evil: Afterlife – als Wendell
- 2009 Case 39 – als brandweercommandant
- 2009 Watchmen – als agent Forbes
- 2007 Battlestar Galactica: Razor – als Alastair Thorne
- 2007 No Reservations – als visverkoper Bob
- 2006 John Tucker Must Die – als scheikundeleraar
- 2005 Chaos (actiefilm uit 2005) – als rechercheur Thomas Branch
- 2005 Cinderella Man – als McAvoy
- 2004 The Perfect Score – als vader van Francesca
- 2003 Paycheck – als agent Fuman
- 2002 Liberty Stands Still – als Burt McGovern
- 2001 Valentine – als rechercheur Leon Vaughn
- 2001 Replicant – als agent
- 2001 See Spot Run – als advocaat
- 2000 Best in Show – als voorbijganger vliegveld
- 1999 The Hurricane – als politieman Paterson
- 1999 The Bone Collector – als forensisch expert
- 1996 Mother, May I Sleep with Danger? – als chauffeur
- 1996 Generation X – als hoofdofficier

### Televisieseries
Uitgezonderd eenmalige gastrollen.
- 2017-2018 Emma Fielding Mysteries - als Sebastian - 2 afl.
- 2017 Rogue - als Davis - 4 afl.
- 2016 Damien - als kapitein Dislo - 2 afl.
- 2014-2015 Continuum - als sergeant Patrick Cullens - 3 afl.
- 2015 iZombie - als rechercheur Flynn - 3 afl.
- 2014-2015 The Flash - als Vukuvich - 3 afl.
- 2006-2007 Intelligence – als Dante Ribiso – 16 afl.
- 2007 Stargate SG-1 – als Davidson – 2 afl.
- 2006 Blade: The Series – als Mack Sorenson – 3 afl.
- 2005 Tilt – als Skip Dimitriaploulis – 6 afl.
- 2003 Tarzan – als rechercheur Gene Taylor – 6 afl.
- 2001-2002 A Nero Wolfe Mystery – als Fred Durkin – 12 afl.
- 2000-2002 Dark Angel – als Richard Sandoval – 9 afl.
- 2000 Beggars and Choosers – als Carl Frehle – 2 afl.

### Filmproducent
- 2018 350 Days - documentaire
- 2015 Hipster Horror House - film
- 2003 The Regular Guy - korte film

### Filmregisseur
- 2018 350 Days - documentaire
- 2003 The Regular Guy - korte film

- Library of Congress Control Number: no2016126550
- Virtual International Authority File: 1246147665806560670006
- WorldCat: E39PBJv8DDqBJHwy7DWjkThj4q